# Felip de Montfort
Felip de Montfort, (?–17 març del 1270, Tir) fou senyor de La Ferté-Alais i Castres-en-Albigenses 1228–1270, senyor de Tir 1246–1270, i senyor de Toron 1240–1270. Fill de Guiu de Montfort, senyor de Sidó i d'Helvis d'Ibelin (filla de Balian d'Ibelin).

## Govern
A la mort del seu pare en el setge de Varilhas durant la croada albigesa el 1228, heretà els senyorius a França. Es casà amb Elionor de Courtenay (m. després del 1230), filla de Pere II de Courtenay i s'uní al partit del seu oncle, Joan d'Ibelin, contra els representants de Frederic II del Sacre Imperi Romanogermànic. El 1244, fou nomenat senescal de Jerusalem i estigué al servei de Gualter IV de Brienne en la Batalla de La Forbie. Felip fou un dels cavallers cristians que escapà viu d'aquella desatrosa derrota. El 1246, Enric I de Xipre, regent de Jerusalem, el nomenà senyor de Tir en recompensa pels seus serveis. Com que la legalitat d'aquest nomenament era dubtosa, fou reconegut per Hug I de Jerusalem c. 1269; però Hug se'n reservà el dret a comprar el feu per la corona.
Felip es casà per segona vegada, després del 1240, amb Maria d'Antioquia-Armènia, filla primogènita de Ramon Rupen d'Antioquia, per tant senyora de Toron i pretendent al tron d'Armènia Menor. Participà en la Setena Croada i fou ambaixador de Lluís IX de França en les negociacions de pau per la retirada de Damiata. El 1256, expulsà els venecians de Tir, acció que precipitaria la Guerra de Sant Saba. Durant aquell conflicte, anà en suport dels genovesos d'Acre el 1258, però els seus esforços foren contrarestats pel bàndol contrari. El 1266, perdé Toron que fou capturada pel soldà Bàybars I; però fins i tot quan Felip ja era vell, Bàybars sentí respecte per l'energia amb què comandava i temia el possible èxit que tingués un apel·lació seva als líders dels estats europeus.
Segons els cronista anònim conegut com el templer de Tir, el soldà feu cridar els hashshashins, un dels quals (sentint la temptació de convertir-se al cristianisme) ganivetejà Felip mentre resava en la seva capella i caigué mort damunt del seu fill Joan. Ferit de mort, Felip cridà demanant ajut; uns guàrdies entraren immediatament i foragitaren l'assassí. Llavors comprovà que el seu fill no tenia ferides greus, alçà els braços i morí.
Fou succeït pel seu fill Felip en les possessions de França i per Joan en les de Terra Santa.

## Matrimonis i descendència
Del seu primer matrimoni amb Elionor de Courtenay: 
- Felip de Montfort, senyor de Castres-en-Albigeois (m. 24 de setembre del 1270, Túnis), casat amb Jeanne de Levis-Mirep.

Del segon matrimoni amb Maria d'Antioquia-Armenia: 
- Joan de Montfort, senyor de Toron i Tir (c. 1240 – 27 de novembre del 1283, Tir), casat el 22 de setembre del 1268 amb Margarida d'Antioquia-Lusignan
- Humfred de Montfort, senyor de Toron i Tir (m. 12 de febrer del 1284, Tir), casat c. 1270 amb Esquiva d'Ibelin, senyora de Beirut.